# Vaccinium finisterrae
Vaccinium finisterrae är en ljungväxtart som beskrevs av Schlechter. Vaccinium finisterrae ingår i Blåbärssläktet, och familjen ljungväxter. Inga underarter finns listade i Catalogue of Life.